# Meggyőző érvek (film, 2022)
A Meggyőző érvek (eredeti cím: Persuasion) 2022-ben bemutatott amerikai romantikus történelmi film, amelyet Carrie Cracknell rendezett, Jane Austen azonos című regénye alapján. A főbb szerepekben Dakota Johnson, Cosmo Jarvis, Nikki Amuka-Bird, Mia McKenna-Bruce, Richard E. Grant és Henry Golding látható.
Amerikában 2022. július 8-án a mozikban, míg Magyarországon július 15-én a Netflixen mutatták be.

## Cselekmény
Hét éve Anne Elliot felbontotta eljegyzését Frederick Wentworth-tel, az akkor még fiatal és jelentéktelen tengerésztiszttel. Wentworth okosnak, magabiztosnak és ambiciózusnak számított, de alacsony társadalmi státusza és vagyonának hiánya miatt Anne barátai és családja alkalmatlan társnak tekintették. Ráadásul Lady Russell, egy távoli rokon, akit Anne második anyjának tekintett a sajátja halála után, szintén meggondolatlannak tartotta a kapcsolatot és rábeszélte Anne-t az eljegyzés felbontására.
Sir Walter Elliot, akinek adósságai egyre nőnek, úgy dönt, hogy a családi birtokot, Kellynch Hallt bérbe adja Croft admirálisnak, annak ellenére, hogy Sir Walter ellenzi, hogy egy tengerész legyen a házában. Sir Walter és Anne nővére, Elizabeth, valamint az özvegy Penelope Clay asszony Bathba utazik, míg Anne-t megbízzák, hogy gondoskodjon megbetegedett nővéréről, Maryről. Megérkezik Croft admirális és felesége, ahol kiderül, hogy Croft admirális felesége Wentworth testvére. Mary meglátogatása közben az admirális, a felesége és Wentworth kapitány vacsorára várják; Mary csodával határos módon a vacsorára felépül a betegségéből, Anne pedig önként jelentkezik, hogy kihagyja a vacsorát, hogy Mary sérült fiával ülhessen. Mary sógornője, Louisa, nem tudva korábbi kapcsolatukról, arra biztatja Anne-t, hogy kövesse Wentworth kapitányt, de végül maga is üldözőbe veszi.
A csoport, köztük Mary családja, Anne, Louisa és Wentworth Lyme-ba utazik, hogy a tengerparton nyaraljon, és találkozzon Wentworth kapitány tengerész barátaival, köztük Berwick és Harville kapitányokkal. Louisa rajongása Wentworth iránt nyilvánvaló, Anne pedig igyekszik titkolni az érzéseit. Ő és Wentworth megegyeznek, hogy barátok lesznek, és a csoport találkozik egy titokzatos úriemberrel, aki úgy tűnik, érdeklődik Anne iránt. Személyazonosságára azután derül fény, hogy Bathba távozott; az úriember William Elliot, a család unokatestvére, aki mindent örökölni fog.
Louisa egy félresikerült flörtölési kísérlet során Wentworth kapitány elkapja, amint leugrik egy lépcsőház utolsó fokáról. Wentworth tiltakozása ellenére megpróbálja megismételni a gesztust, és súlyosan megsérül. Berwick kapitány orvost hív, és Mary elhatározza, hogy vele marad, míg Anne Bathba megy.
Bathban Anne újra megismerkedik William Elliottal, aki úgy tűnik, hogy üldözi őt, miközben azt is kijelenti, hogy Bathban az a szándéka, hogy Anne apja ne vegye feleségül Penelope Clay kisasszonyt, és ezzel egy olyan örökös lehetőségét teremtse meg, aki kiszoríthatja őt. Anne megtudja, hogy Louisa egy tengerész jegyese, és korábbi kapcsolatuk alapján úgy véli, hogy ez Wentworth. Wentworth megérkezik Bathba, és felbosszantja William Elliot nyilvánvalóan Anne-t üldöző törekvése, különösen mivel William elhiteti Wentworth-tel, hogy ő és Anne eljegyezték egymást. William Elliot valóban házassági ajánlatot tesz neki, bár Anne nem ad választ. Anne nővére, Mary és családja is hamarosan Bathba érkezik. Wentworth kapitánynak hajóajánlatot tettek, és éppen azt dönti el, hogy elfogadja-e, és meghallja, hogy Anne és Harville a szerelmes férfiak és nők viszonylagos hűségéről beszélgetnek. Mélyen meghatódva attól, amit Anne arról mond, hogy a nők még akkor sem adják fel szerelmi érzéseiket, amikor már minden remény elveszett, Wentworth ír neki egy levelet, amelyben kinyilvánítja iránta érzett érzéseit, és távozik. Anne utána szalad, és útközben meglátja William Elliotot, amint Penelope Clay asszonnyal ölelkezik. Anne és Wentworth kapitány ölelkeznek.

## Szereplők
| Szerep                       | Színész           | Magyar hang         |
| ---------------------------- | ----------------- | ------------------- |
| Anne Elliot                  | Dakota Johnson    | Földes Eszter       |
| Frederick Wentworth kapitány | Cosmo Jarvis      | Szatory Dávid       |
| Mr. William Elliot           | Henry Golding     | Varga Gábor         |
| Lady Russell                 | Nikki Amuka-Bird  | Hegyi Barbara       |
| Mary Musgrove                | Mia McKenna-Bruce | Gáspár Kata         |
| Sir Walter Elliot            | Richard E. Grant  | Hirtling István     |
| Charles Musgrove             | Ben Bailey Smith  | Schmied Zoltán      |
| Louisa Musgrove              | Nia Towle         | Mentes Júlia        |
| Henrietta Musgrove           | Izuka Hoyle       | Bartsch Kata        |
| Elizabeth Elliot             | Yolanda Kettle    | Majsai-Nyilas Tünde |
| Harville kapitány            | Edward Bluemel    | Jéger Zsombor       |
| Benwick kapitány             | Afolabi Alli      | Maday Gábor         |
| Mrs. Harville                | Jenny Rainsford   |                     |
| Mrs. Penelope Clay           | Lydia Rose Bewley | Zakariás Éva        |

### Magyar változat
- Magyar szöveg: Zalatnay Márta
- Hangmérnök: Erdélyi Imre
- Vágó; László László
- Gyártásvezető: Újréti Zsuzsa
- Szinkronrendező: Egyed Mónika
- Produkciós vezető: Felföldi Anna

A szinkront az Iyuno Hungary készítette el.

## A film készítése
2021 áprilisában jelentették be, hogy Dakota Johnson csatlakozott a film szereplőgárdájához. A filmet Ron Bass és Alice Victoria Winslow forgatókönyvéből Carrie Cracknell rendezte Jane Austen azonos című regénye alapján, forgalmazója a Netflix lett. 2021 májusában Henry Golding, Cosmo Jarvis, Suki Waterhouse, Richard E. Grant, Nikki Amuka-Bird, Ben Bailey Smith, Izuka Hoyle, Mia McKenna-Bruce és Nia Towle csatlakozott a filmhez. 2021 júniusában Edward Bluemel, Lydia Rose Bewley és Yolanda Kettle csatlakozott a szereplők köréhez.
A forgatás 2021 májusában kezdődött.